# Circonscription de Soissons (1928-1940)
Pour les articles homonymes, voir Circonscription de Soissons.
La circonscription de Soissons est une ancienne circonscription législative de l'Aisne sous la Troisième République de 1928 à 1940.

## Description géographique et démographique
La circonscription de Soissons correspond aux limites de l'arrondissement de Soissons sous sa forme avant le rattachement de l'arrondissement de Château-Thierry par le décret-loi du 10 septembre 1926. Elle était l'une des 7 circonscriptions législatives du département de l'Aisne.
Créée par la loi 21 juillet 1927, elle regroupait les divisions administratives suivantes : le canton de Braine, le canton d'Oulchy-le-Château, le canton de Soissons, le canton de Vailly, le canton de Vic-sur-Aisne et le canton de Villers-Cotterêts.
Elle est une recréation de la circonscription de Soissons, dans les mêmes limites, supprimée par la loi du 12 juillet 1919,.
La circonscription disparaît de facto, le 10 juillet 1940, avec la fin de la Troisième République et les pleins pouvoirs confiés au maréchal Philippe Pétain.
Au lendemain de la Libération en 1944, elle est officiellement supprimée par l'ordonnance du 17 août 1945 au profit d'une représentation proportionnelle départementale pour l'élection législative de 1945.

## Historique des députations
| Législature      | Début         | Fin            | Député         | Parti | Parti | Observation |
| ---------------- | ------------- | -------------- | -------------- | ----- | ----- | --- |
| XIVe législature | 1er juin 1928 | 31 mai 1932    | Georges Monnet |       | SFIO  | Conseiller général d'Oulchy-le-Château et maire de Celles-sur-Aisne                                                                         |
| XVe législature  | 1er juin 1932 | 31 mai 1936    | Georges Monnet |       | SFIO  | Conseiller général d'Oulchy-le-Château et maire de Celles-sur-Aisne                                                                         |
| XVIe législature | 1er juin 1936 | 9 juillet 1940 | Georges Monnet |       | SFIO  | Conseiller général d'Oulchy-le-Château et maire de Celles-sur-Aisne Ministre de l'Agriculture (1936-1938 et 1938) Ministre du Blocus (1940) |

## Historique des résultats

### Élections de 1928
Les élections législatives françaises de 1928 ont eu lieu les dimanches 22 et 29 avril 1928.
| Candidat       | Candidat          | Parti          | Premier tour | Premier tour | Second tour | Second tour |
| Candidat       | Candidat          | Parti          | Voix         | %            | Voix        | %           |
| -------------- | ----------------- | -------------- | ------------ | ------------ | ----------- | ----------- |
|                | Henri Ferté       | FR             | 5 665        | 34,83        | 7 069       | 44,15       |
|                | Georges Monnet*   | SFIO           | 4 506        | 27,75        | 8 672       | 54,16       |
|                | Fernand Marquigny | PRRRS          | 4 283        | 26,38        | Retrait     | Retrait     |
|                | Georges Heller    | PC             | 975          | 6,01         | 238         | 1,49        |
|                | M. Guyot          | Rép. de g.     | 150          | 0,92         | 18          | 0,11        |
|                | Divers            | -              | 79           | 0,49         | 16          | 0,10        |
|                |                   |                |              |              |             |             |
| Inscrits       | Inscrits          | Inscrits       | 18 847       | 100,00       | 18 840      | 100,00      |
| Abstentions    | Abstentions       | Abstentions    | 2 395        | 12,71        | 2 388       | 87,29       |
| Votants        | Votants           | Votants        | 16 452       | 87,68        | 16 452      | 87,32       |
| Blancs et nuls | Blancs et nuls    | Blancs et nuls | 216          | 1,31         | 439         | 2,67        |
| Exprimés       | Exprimés          | Exprimés       | 16 236       | 98,69        | 16 013      | 97,33       |

### Élections de 1932
Les élections législatives françaises de 1932 ont eu lieu les dimanches 1er et 8 mai 1932.
|                  | Georges Monnet*   | SFIO           | 8 973  | 54,79  |  |  |
|                  | Robert Poulaine   | Rép. ind.      | 3 936  | 24,03  |  |  |
|                  | Fernand Doucedame | PRRRS          | 1 709  | 10,44  |  |  |
|                  | M. Régnier        | Rép. de g.     | 1 530  | 9,34   |  |  |
|                  | M. Thomas         | PCF            | 210    | 1,28   |  |  |
|                  | Divers            | -              | 19     | 0,12   |  |  |
|                  |                   |                |        |        |  |  |
| Inscrits         | Inscrits          | Inscrits       | 18 816 | 100,00 |  |  |
| Abstentions      | Abstentions       | Abstentions    | 2 339  | 12,43  |  |  |
| Votants          | Votants           | Votants        | 16 477 | 87,57  |  |  |
| Blancs et nuls   | Blancs et nuls    | Blancs et nuls | 100    | 0,61   |  |  |
| Exprimés         | Exprimés          | Exprimés       | 16 377 | 99,39  |  |  |
| * député sortant |                   |                |        |        |  |  |

### Élections de 1936
Les élections législatives françaises de 1936 ont eu lieu les dimanches 26 avril et 3 mai 1936.
|                  | Georges Monnet* | SFIO           | 8 539  | 52,46  |  |  |
|                  | Robert Poulaine | Rad. Ind.      | 7 119  | 43,74  |  |  |
|                  | Armand Cluet    | PC             | 619    | 3,80   |  |  |
|                  |                 |                |        |        |  |  |
| Inscrits         | Inscrits        | Inscrits       | 18 730 | 100,00 |  |  |
| Abstentions      | Abstentions     | Abstentions    | 2 234  | 11,93  |  |  |
| Votants          | Votants         | Votants        | 16 496 | 88,07  |  |  |
| Blancs et nuls   | Blancs et nuls  | Blancs et nuls | 219    | 1,33   |  |  |
| Exprimés         | Exprimés        | Exprimés       | 16 277 | 98,67  |  |  |
| * député sortant |                 |                |        |        |  |  |